# David Odonkor
David Odonkor (phát âm tiếng Đức: [ˈdeːvɪt ʔoˈdɔŋkoːɐ̯]; sinh ngày 21 tháng 2 năm 1984) là một cầu thủ bóng đá người Đức thi đấu ở vị trí tiền vệ cánh, hiện nay là huấn luyện viên của TuS Dornberg.
Anh thi đấu chuyên nghiệp ở Borussia Dortmund với 90 trận. Nửa sau sự nghiệp cầu thủ, anh thi đấu tại Real Betis nhưng đã gặp chấn thương liên tục. Odonkor cũng từng góp mặt với đội tuyển quốc gia Đức duy nhất tại kỳ World Cup 2006 và kỳ EURO 2008.

## Sự nghiệp câu lạc bộ

### Borussia Dortmund
Odonkor sinh ra ở Bünde, Nordrhein-Westfalen, Tây Đức. Mẹ anh là người Đức còn cha là người Ghana. Anh là sản phẩm từ lò đào tạo trẻ của Borussia Dortmund và có màn ra mắt trong đội hình trẻ của câu lạc bộ vào ngày 3 tháng 3 năm 2002, khi được tung vào sân ở hiệp hai trong trận hòa 1-1 với câu lạc bộ FC St. Pauli. Mùa giải Bundesliga 2003–04, anh được đôn lên đội hình một và cũng với Dortmund kết thúc ở vị trí thứ sáu.
Mùa giải 2005–06, Odonkor chỉ duy nhất một lần không được ra sân. Ngày 26 tháng 11 năm 2005, anh đã ghi bàn và kiến tao trong chiến thắng 2-1 trước FC Nürnberg và sau đó, anh đã được sự quan tâm từ Real Betis.

### Real Betis
Mùa giải La Liga 2006-07 của Odonkor tại Betis khiêm tốn khi anh chỉ có 13 lần được ra sân do chấn thương đầu gối nghiêm trọng. Sang mùa giải thứ hai hứa hẹn hơn nhưng anh cũng mất ba tháng nghỉ vì chấn thương đầu gối. Khi bình phục, Odonkor xuất hiện thường xuyên cho đội bóng của Andalucía chủ yếu là từ băng ghế dự bị. Vào ngày 4 tháng 5 năm 2008, anh đã ghi bàn thắng đầu tiên cho câu lạc bộ trong trận hòa 1-1 với UD Almería. Vào tháng 7, sau khi trở về Đức để phẫu thuật, anh bị chủ sở hữu câu lạc bộ là Manuel Ruiz de Lopera buộc ký một điều khoản bổ sung, theo đó hợp đồng của anh có thể bị đơn phương chấm dứt nếu Odonkor quay trở lại muộn hơn đã định.
Sau khi quay trở lại câu lạc bộ Betis từ đội tuyển, Odonkor trải qua ca phẫu thuật đầu gối lần thứ ba ở Đức, chỉ phục hồi trong vào mùa đông của mùa giải 2008–09. Vào cuối năm 2009, khi thi đấu ở Segunda División, anh lại tái phát chấn thương và bỏ lỡ phần còn lại của mùa giải. Betis sau đó trở lại giải đấu hàng đầu của Tây Ban Nha vào cuối năm 2010–11, nhưng Odonkor không thể thi đấu một lần nào nữa do chấn thương.

### Những năm sau đó
Vào ngày 28 tháng 7 năm 2011, Odonkor đã đến Rangers tại Giải bóng đá ngoại hạng Scotland trong vòng một tuần sau khi hợp đồng của anh ở Betis kết thúc. Tuy nhiên cuối cùng hợp đồng của anh và Rangers đã không được ký kết, Odonkor trở về quê hương sau 5 năm. Anh ký hợp đồng với Alemannia Aachen, một câu lạc bộ thi đấu ở giải hạng 2 của Đức.
Mùa hè năm 2012, sau khi đội bóng xuống hạng, Odonkor chuyển đến FC Hoverla Uzhhorod tại Giải bóng đá vô địch quốc gia Ukraina. Vào tháng 9 năm 2013, sau khi bị sa thải bởi chấn thương kéo dài, cầu thủ 29 tuổi đã từ giã sự nghiệp bóng đá.

## Sự nghiệp quốc tế
Anh đã hai lần tham dự Giải U-16 châu Âu vào các năm 2000 và 2001 và có bàn thắng vào lưới România trong chiến thắng 8-2. Tuy nhiên, cả hai lần Đức đều thua ở tứ kết sau loạt đá luân lưu.
Sau khi có màn ra mắt U-19 Đức, Odonkor rời U-21 Đức tham dự Giải vô địch bóng đá U-21 châu Âu 2006 diễn ra tại Bồ Đào Nha sau khi bất ngờ được Jürgen Klinsmann triệu tập để tham dự Giải vô địch bóng đá thế giới 2006. Anh có màn ra mắt chính thức trong màu áo đội tuyển quốc gia vào ngày 30 tháng năm 2006 trong một trận giao hữu với Nhật Bản. Tại World Cup 2006, anh được thi đấu 4 trận, đáng chú ý nhất là trận đấu với Ba Lan tại vòng bảng, Odonkor đã thể hiện khả năng và sự thay thế tuyệt vời cho Oliver Neuville bị treo giò. Mặc dù trong thời gian ở Betis anh liên tục dính chấn thương nhưng vẫn được Joachim Löw tin tưởng gọi vào đội tuyển quốc gia tham dự EURO 2008, giải đấu mà anh có 45 phút thi đấu ở hiệp hai trong trận thua 1-2 trước Croatia.

### Bàn thắng quốc tế
Scores and results list Germany's goal tally first.
| #  | Ngày                | Địa điểm                       | Đố thủ  | Tỉ số | Chung cuộc | Giải đấu          |
| -- | ------------------- | ------------------------------ | ------- | ----- | ---------- | ----------------- |
| 1. | 12 tháng 9 năm 2007 | RheinEnergieStadion, Köln, Đức | România | 2–1   | 3–1        | Trận đấu giao hữu |

## Danh hiệu

### Câu lạc bộ
Borussia Dortmund
- Bundesliga: 2001–02

### Quốc tế
Đức
- Giải vô địch bóng đá châu Âu: Á quân 2008
- Giải vô địch bóng đá thế giới: Hạng 3 2006